# Trikolpater
Trikolpater är den största gruppen bland gömfröväxterna. De kallas också eudikotyledoner (de "sant" tvåhjärtbladiga). Namnet anger att dessa växters pollen har tre svagare punkter, colpae, (aperturer) i pollenets skal. Aperturer har funktionen att släppa ut pollenslangen, så att den kan föra den manliga könscellen till ägget, som finns nere i fröämnet under pistillen. 
Trikolpaterna är indelade på följande sätt:
- "Rottrikolpater"
- Rosider
  - Eurosider I (fabider)
  - Eurosider II (malvider)
- Asterider
  - Euasterider I (lamiider)
  - Euasterider II (campanulider)

De två huvudgrupperna är rosider och asterider, men det finns några ordningar som inte ingår i någon av dessa. Hur ordningarna och familjer som ingår i dessa är placerade finns i Lista över växtfamiljer efter ordning.
De flesta av de familjer som tidigare räknades till "tvåhjärtbladiga" ingår i klassen Trikolpater.
I vissa sammanhang kan en alternativ benämning på trikolpaterna vara Rosopsida.